# Seigo Narazaki
 (mai 2025).
Si vous disposez d'ouvrages ou d'articles de référence ou si vous connaissez des sites web de qualité traitant du thème abordé ici, merci de compléter l'article en donnant les références utiles à sa vérifiabilité et en les liant à la section « Notes et références ».
Seigo Narazaki (楢崎 正剛, Narazaki Seigō) est un joueur de football japonais né le 15 avril 1976 à Kashiba (Japon). Il évolue au poste de gardien de but. Il a débuté en équipe nationale le 15 février 1998 contre l'Australie.

## Biographie
Il a fait ses débuts lors de la saison 1995 de la J-League avec le club des Yokohama Flügels, il y devient immédiatement titulaire. Il gardera les buts de ce club durant 4 saisons mais à la fin de l'année 1998 le club disparait à la suite du retrait de son principal sponsor. Les Yokohama Flügels étant absorbés par les Yokohama Marinos pour donner naissance aux Yokohama F. Marinos. Il signe ainsi à Nagoya Grampus Eight au début de l'année 1999 et il en est depuis le gardien titulaire.
Avec son équipe nationale il a été retenu pour jouer quatre coupes du monde : 1998, 2002, 2006 et 2010. Mais il n'a été titulaire que lors de celle qui s'est déroulée sur le sol japonais en 2002. En France et en Allemagne il était le remplaçant de Yoshikatsu Kawaguchi, et en Afrique du Sud c'est Eiji Kawashima qui était le gardien titulaire.

## Palmarès
- Championnat du Japon :
  - Champion en 2010 (Nagoya Grampus).
  - Vice-champion en 1996 (Nagoya Grampus)

- Coupe du Japon :
  - Vainqueur en 1999 (Nagoya Grampus).
  - Finaliste en 2009 (Nagoya Grampus)

- Supercoupe du Japon :
  - Vainqueur en 2011 (Nagoya Grampus)
  - Finaliste en 2000 (Nagoya Grampus)

## Distinctions
- J. League Best Eleven : 1996, 1998, 2003, 2008,2010,2011